# Айлигенберг
Айлигенберг (фр. Heiligenberg) — коммуна на северо-востоке Франции в регионе Гранд-Эст (бывший Эльзас — Шампань — Арденны — Лотарингия), департамент Нижний Рейн, округ Мольсем, кантон Мюциг. До марта 2015 года коммуна административно входила в состав кантона Мольсем (округ Мольсем).

## Географическое положение
Коммуна расположена на расстоянии около 380 км на восток от Парижа и в 27 км западнее Страсбура.
Площадь коммуны — 5,47 км², население — 618 человек (2006) с тенденцией к росту: 642 человека (2013), плотность населения — 117,4 чел/км².

## Население
Население коммуны в 2011 году составляло 650 человек, в 2012 году — 646 человек, а в 2013-м — 642 человека.
| 1962 | 1968 | 1975 | 1982 | 1990 | 1999 | 2006 | 2008 | 2011 | 2012 | 2013 |
| ---- | ---- | ---- | ---- | ---- | ---- | ---- | ---- | ---- | ---- | ---- |
| 374  | 350  | 464  | 508  | 535  | 562  | 618  | 634  | 650  | 646  | 642  |

Динамика населения:

## Экономика
В 2010 году из 431 человек трудоспособного возраста (от 15 до 64 лет) 317 были экономически активными, 114 — неактивными (показатель активности 73,5 %, в 1999 году — 72,8 %). Из 317 активных трудоспособных жителей работали 300 человек (159 мужчин и 141 женщина), 17 числились безработными (шестеро мужчин и 11 женщин). Среди 114 трудоспособных неактивных граждан 39 были учениками либо студентами, 40 — пенсионерами, а ещё 35 — были неактивны в силу других причин.

## Достопримечательности (фотогалерея)

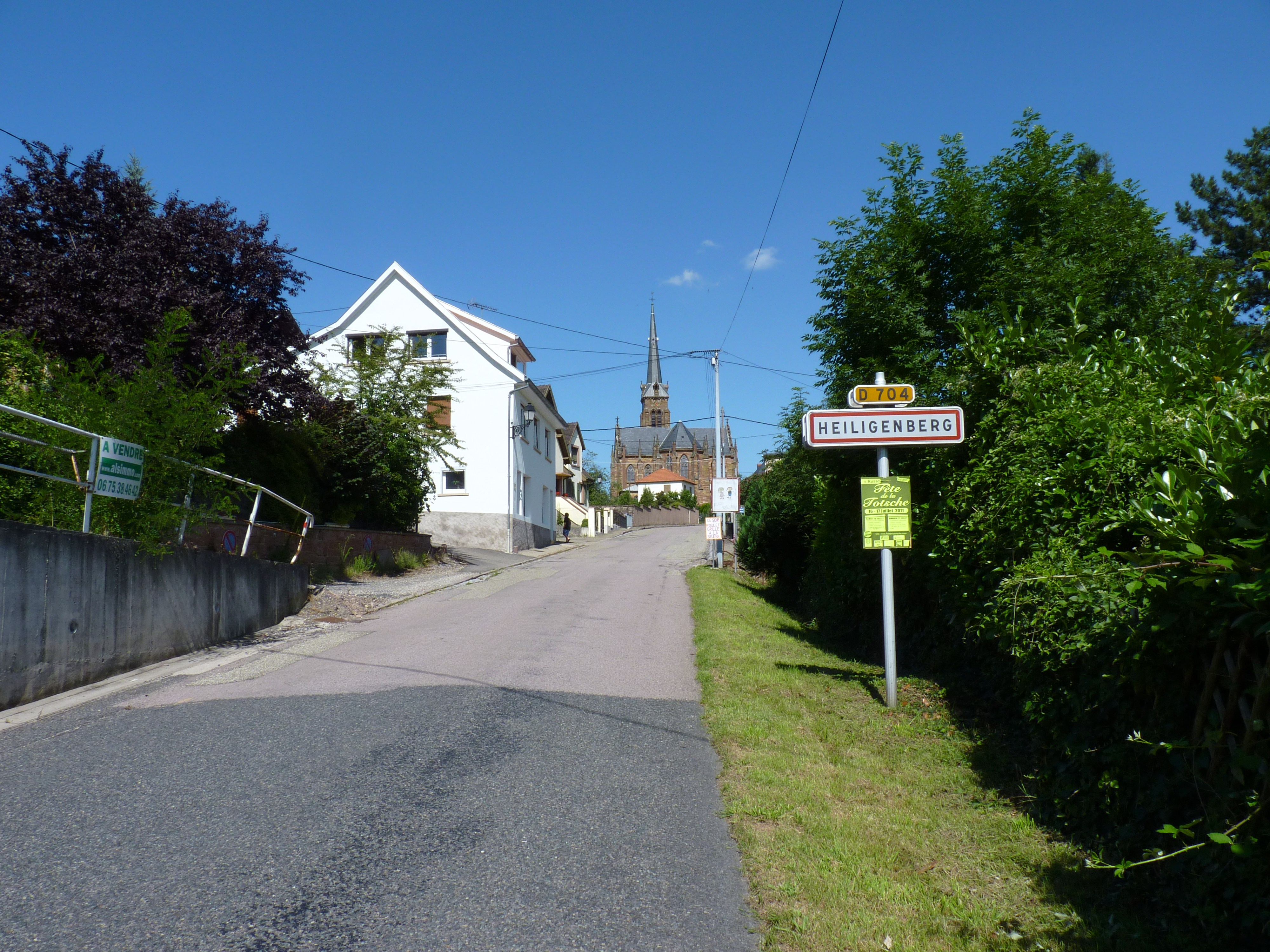
На въезде
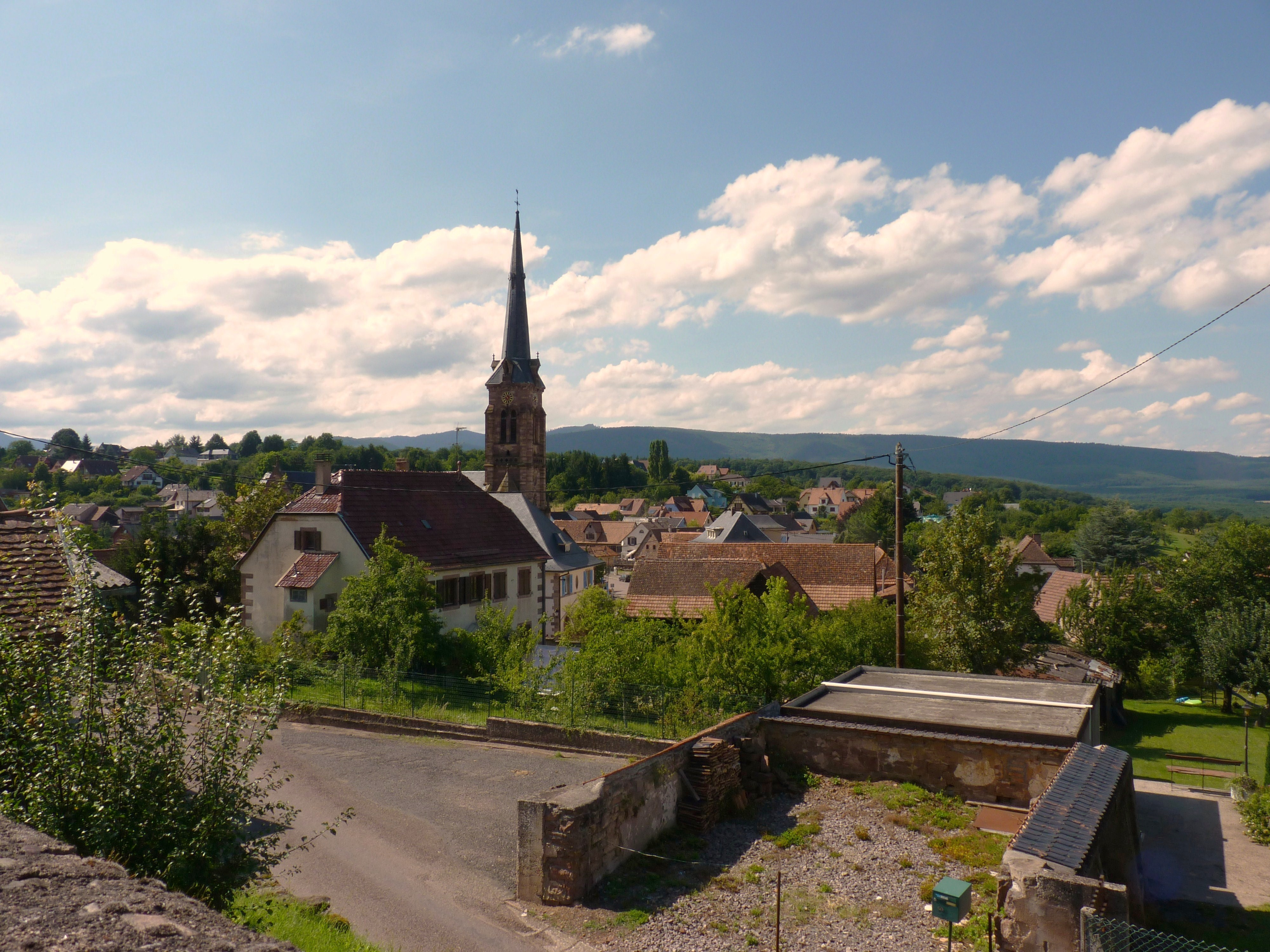
Вид на коммуну
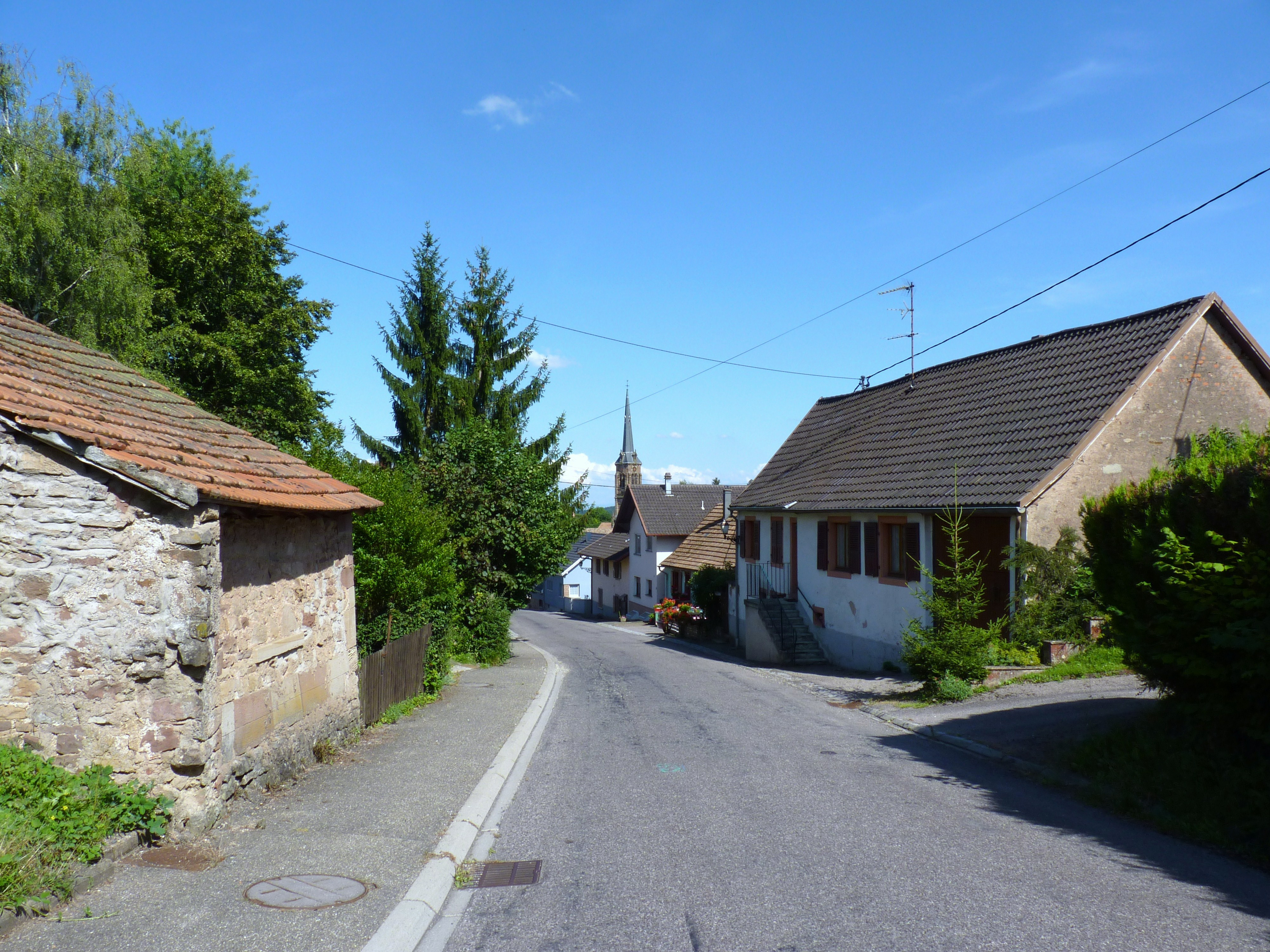
В верхней части коммуны
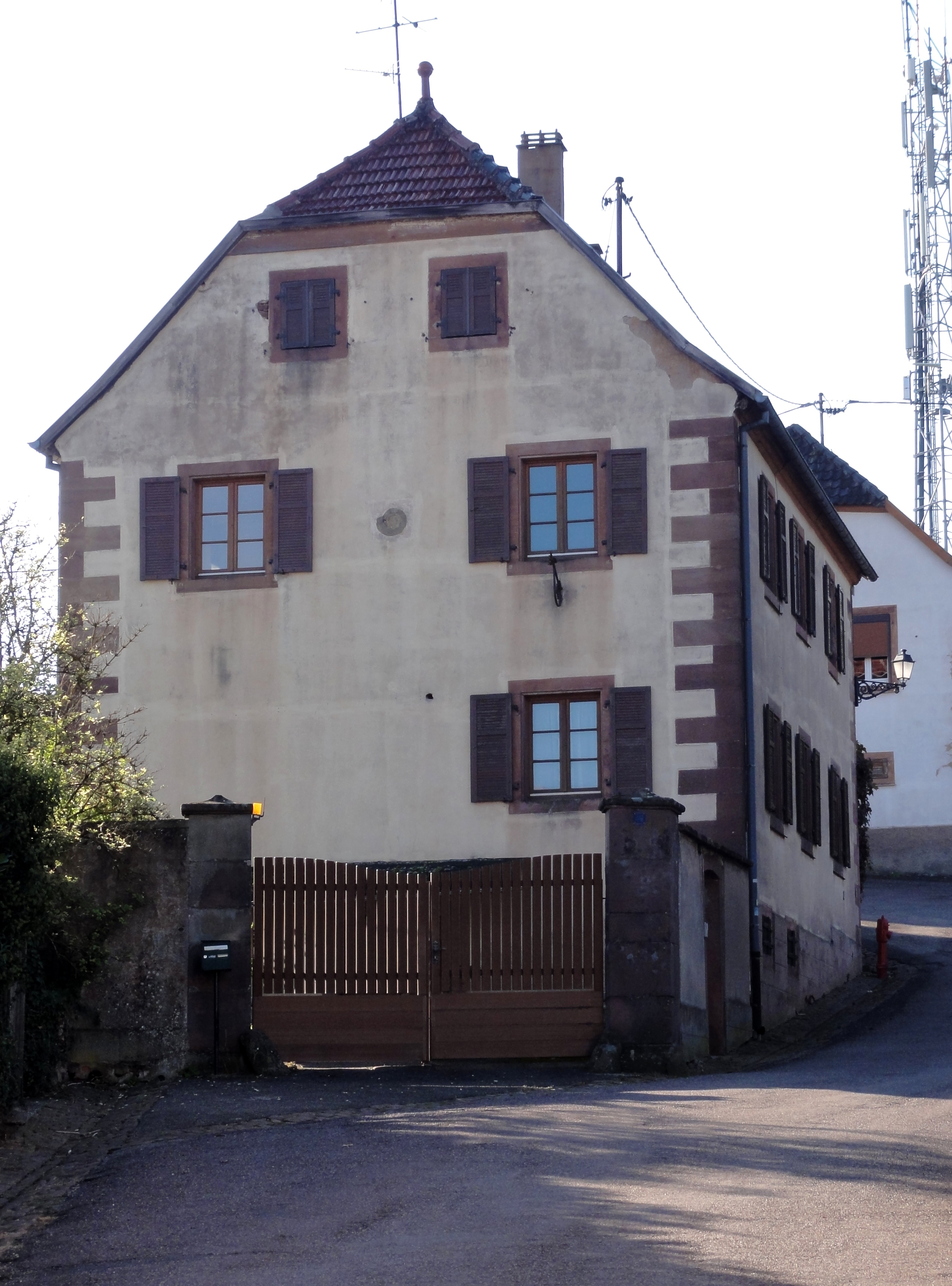
Дом священника
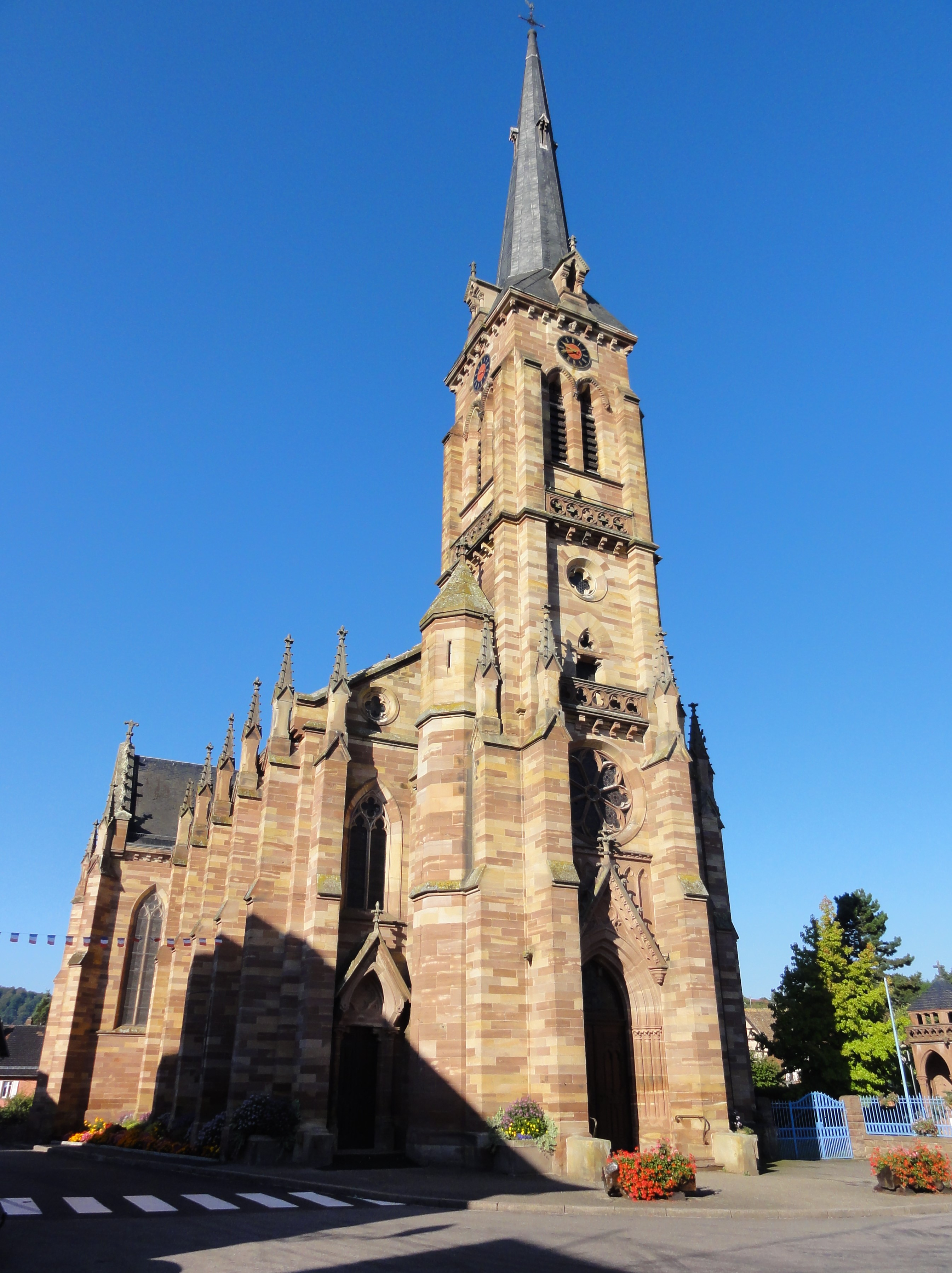
Церковь Сен-Винсент
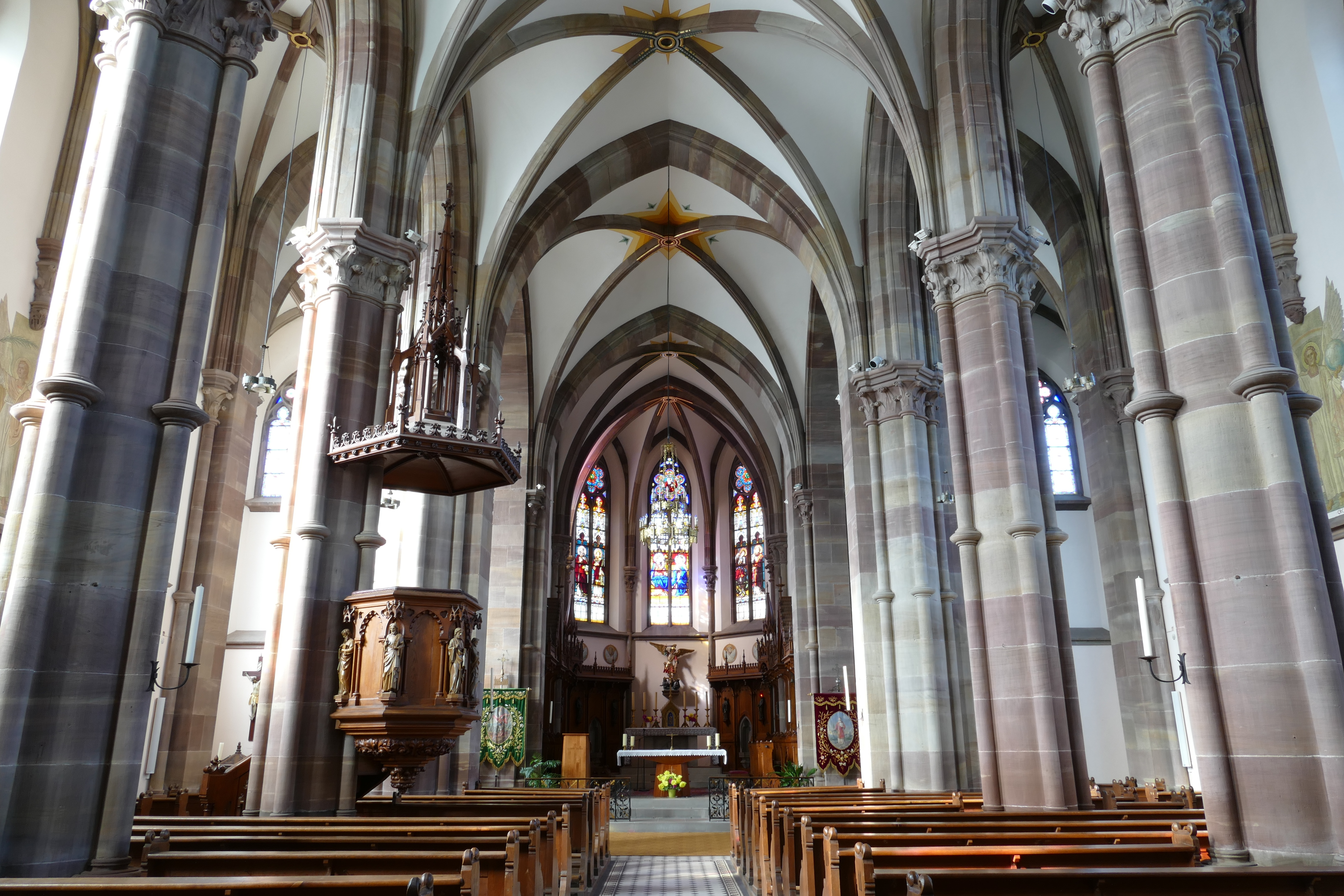
Интерьер
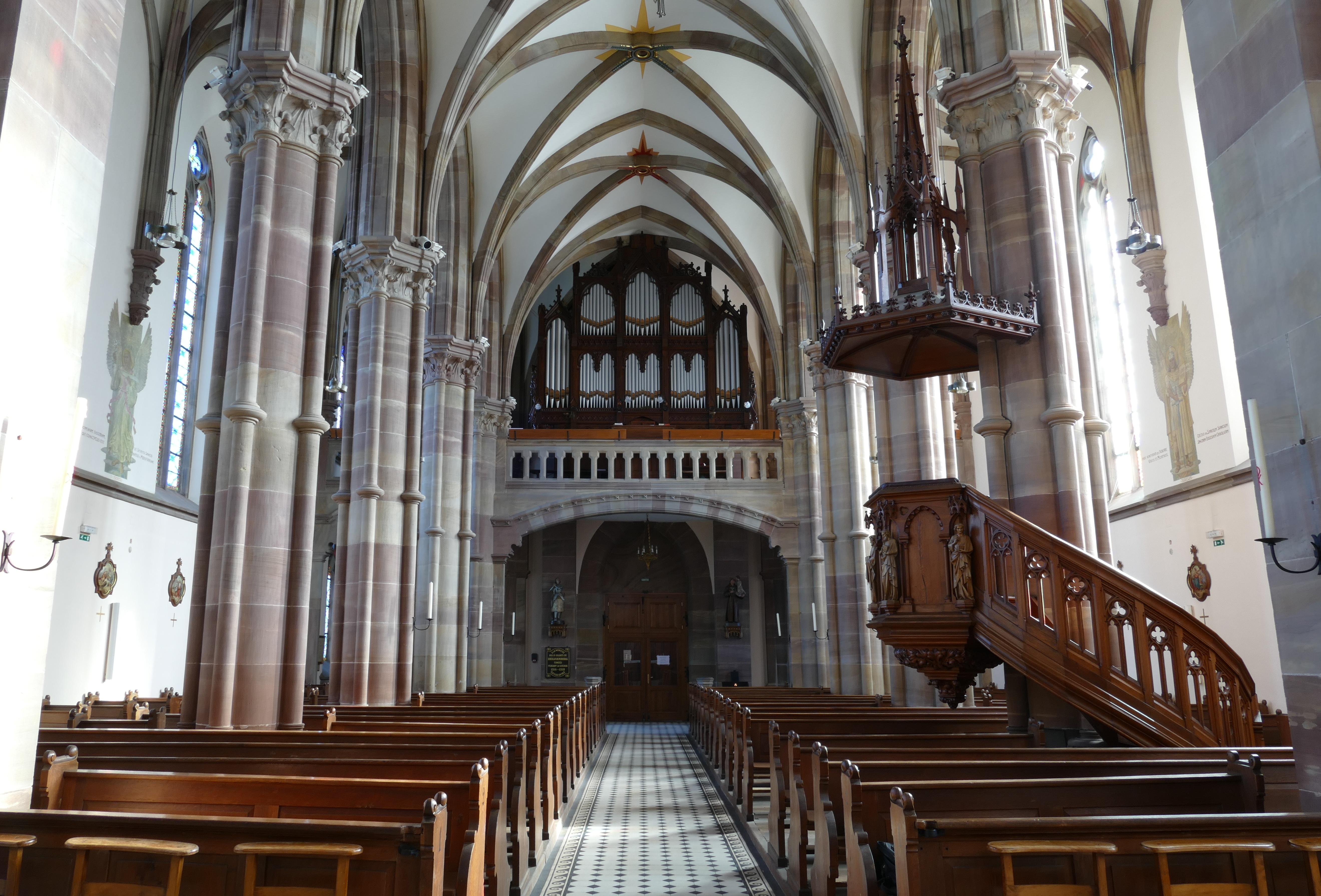
Интерьер вид на орган
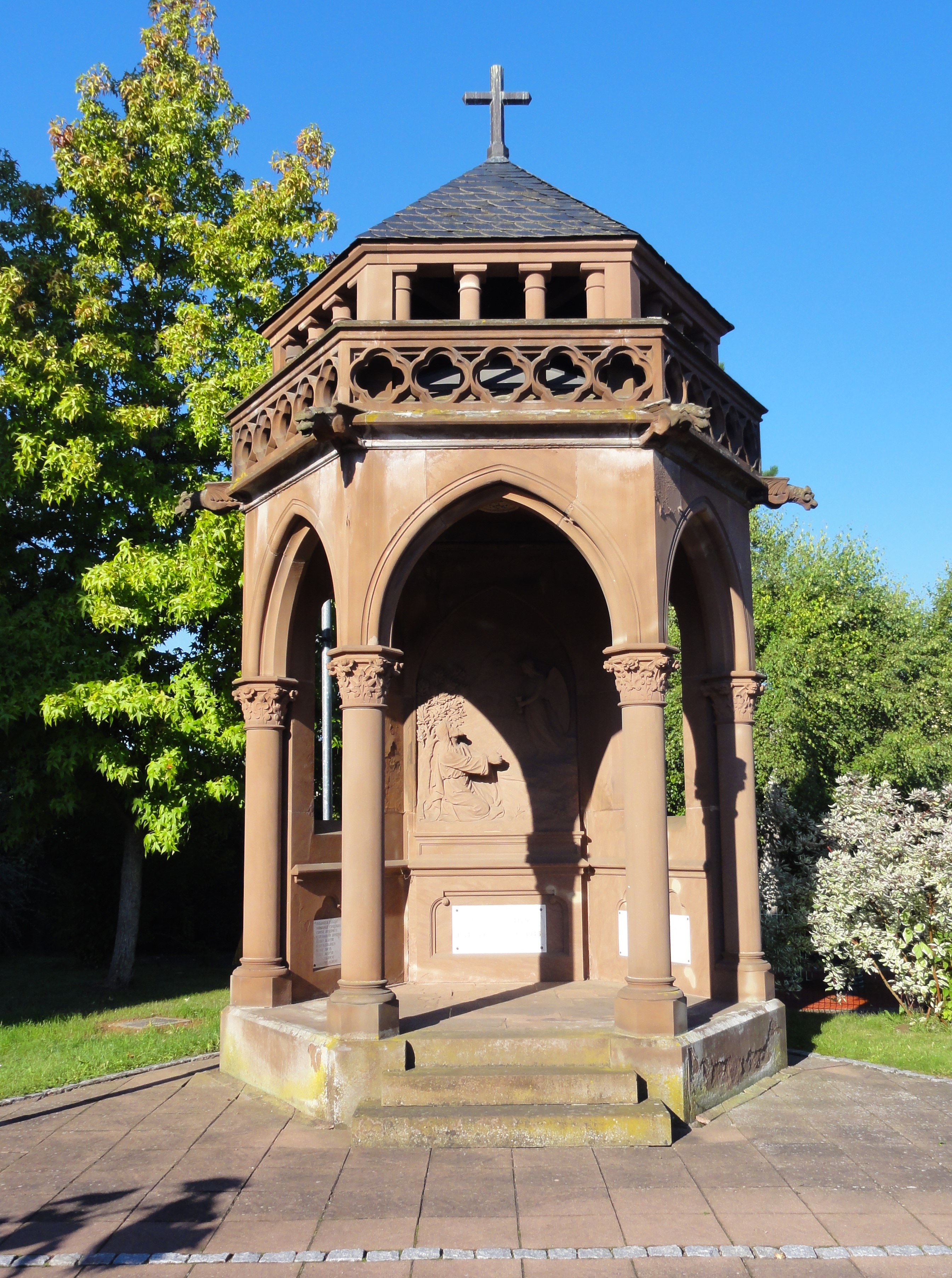
Монумент погибшим
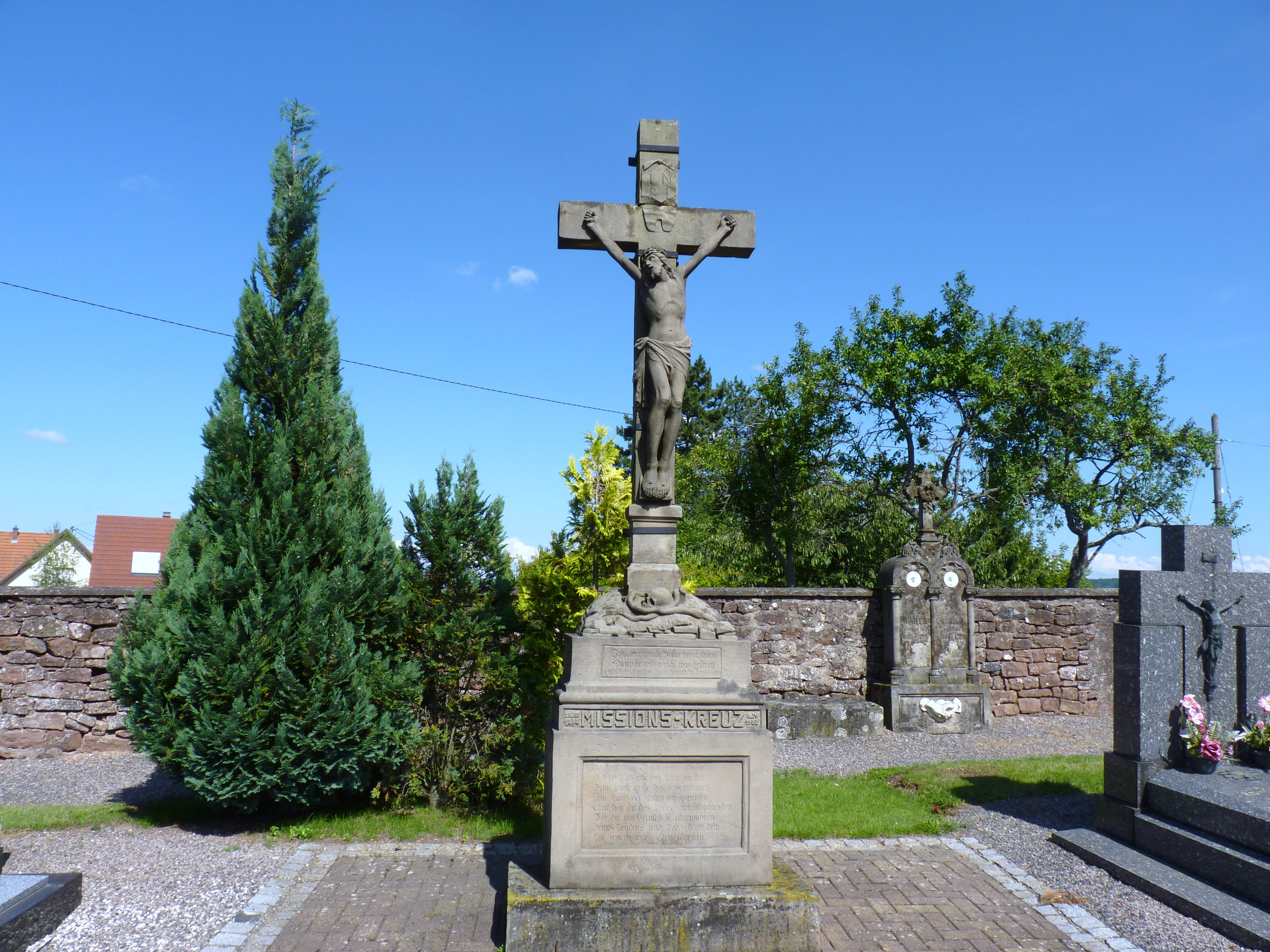
Распятие